# Albert Roussel

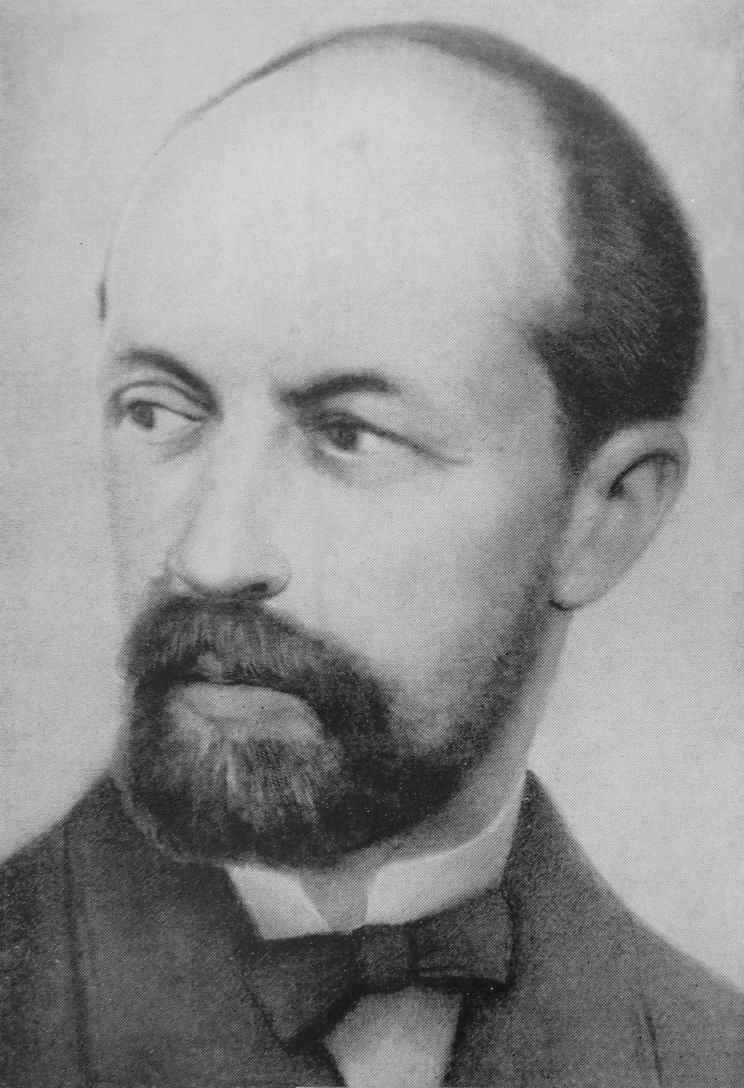
Albert Roussel in 1913

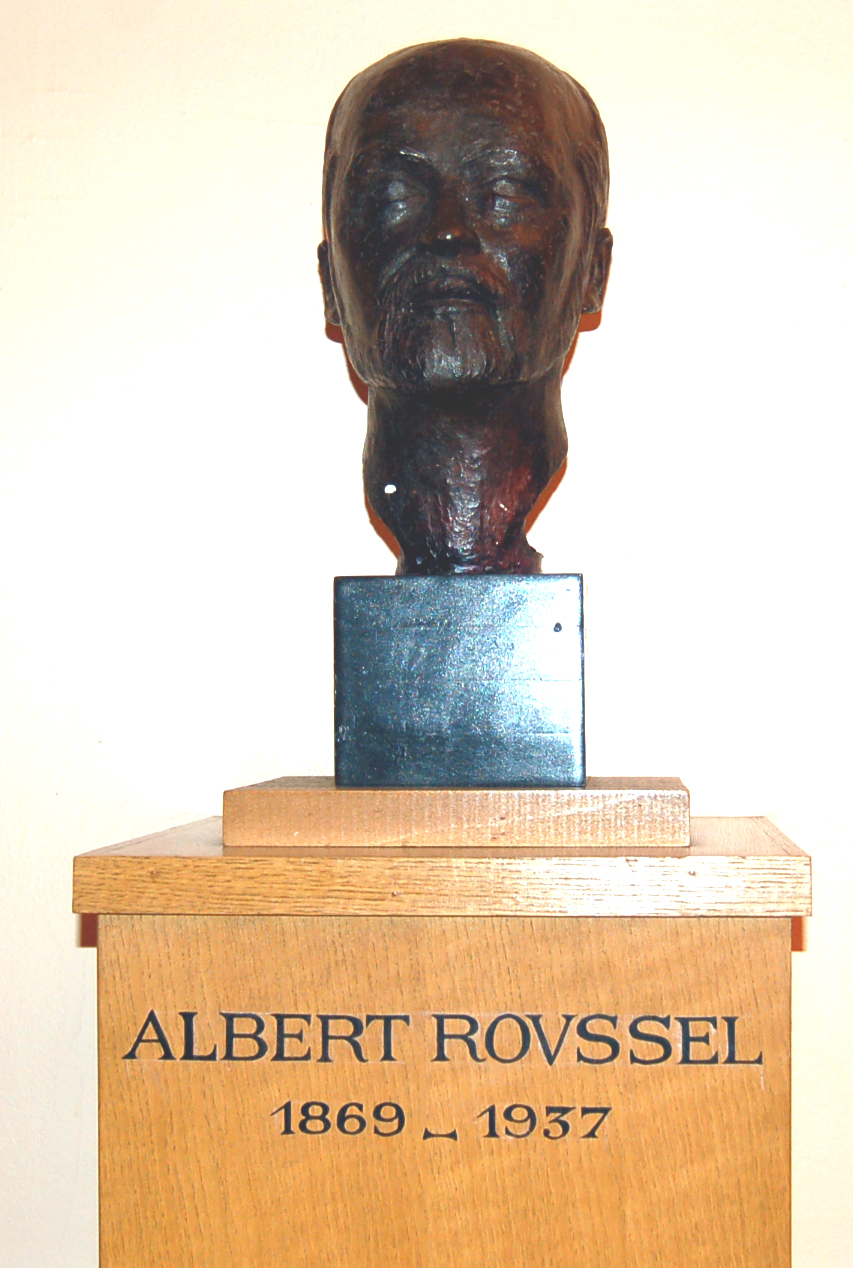
Buste van Roussel in de Salle Cortot in Parijs

Albert Charles Paul Marie Roussel (Tourcoing, 5 april 1869 - Royan, 23 augustus 1937) was een Franse componist.

## Levensloop
Van 1889 tot 1894 was Roussel in militaire dienst bij de Franse marine. Ondanks de beperkte muzikale opleiding die hij tot dan gekregen had, begon hij reeds in deze jaren te componeren. Na zijn militaire dienst studeerde hij eerst (van 1894 tot 1898) te Parijs piano, orgel, harmonie en contrapunt bij Eugène Gigout en vervolgens (van 1898 tot 1908) compositie, orkestratie en muziekgeschiedenis aan de Schola Cantorum de Paris bij Vincent d'Indy. Aan dit instituut doceerde hij zelf ook van 1902 tot 1913. Tijdens de Eerste Wereldoorlog was hij wederom in militaire dienst.
Het muzikale oeuvre van Roussel is niet omvangrijk, maar getuigt van een verrassende veelzijdigheid. Ondanks de invloed van verschillende contemporaine stromingen vertoont het een gestadige ontwikkeling naar een geheel eigen stijl. Na een "traditionele" periode, waarin hij via zijn leermeester D'Indy vooral onder de invloed stond van César Franck, namen zijn muzikale inzichten een totaal andere wending als gevolg van een reis naar India en Zuidoost-Azië. Er ontstond in zijn werk een oosters getint impressionisme, beïnvloed door de hindoestaanse muziek (vooral in zijn Padmávatî). Na 1920 wijzigde hij zijn muzikale ideeën opnieuw, nu naar een zakelijker contrapunt. Deze objectiverende houding kreeg uiteindelijk de overhand in zijn werk en leidde hem naar zijn laatste en rijkste scheppingsperiode, waarin de muzikale expressie geconcentreerd is in de traditionele, klassieke vormschema's.

## Composities
Een volledig overzicht van zijn composities kan worden gevonden in de catalogus van Damien Top op de website van het Centre international Albert-Roussel.

### Werken voor orkest

#### Symfonieën
- 1904-1906 Symfonie nr. 1 «Le Poème de la forêt», op. 7,
- 1919-1921 Symfonie nr. 2, op. 23
- 1929-1930 Symfonie nr. 3, op. 42
- 1934 Symfonie nr. 4, op. 53

#### Andere werken voor orkest
- 1893 Marche nuptiale, voor orkest
- 1903-1909 Résurrection, opus 4
- 1910-1911 Évocations, voor alt, tenor, bariton, gemengd koor en orkest, op. 15
- 1920 Pour une fête de printemps, symfonisch gedicht voor orkest, op. 22
- 1926 Suite in F, voor orkest, op. 33,
- 1926-1927 Concert, voor klein orkest, op. 34
- 1927 Concert in G-groot, voor piano en orkest, op. 36
- 1930-1933 Bacchus et Ariane - Suite nr. 1, voor orkest, op. 43
- 1930-1933 Bacchus et Ariane - Suite nr. 2, voor orkest, op. 43
- 1934 Sinfonietta, voor strijkers, op. 52
- 1936 Rapsodie flamande, voor orkest, op. 56
- 1936-1937 Concertino, voor cello en orkest, op. 57

### Werken voor harmonieorkest
- 1921 Fanfare pour un sacre païen, voor koperblazers en pauken
- 1932 A Glorious Day, voor harmonieorkest, op. 48
- 1936 Prélude du 2ème acte pour le 14 juillet de Romain Rolland, voor harmonieorkest

### Kerkmuziek
- 1928 Psalm LXXX, voor tenor, gemengd koor en orkest, op. 37

### Muziektheater

#### Opera's
| Voltooid in | titel                             | aktes      | première                                                                                  | libretto                                        |
| ----------- | --------------------------------- | ---------- | ----------------------------------------------------------------------------------------- | ----------------------------------------------- |
| 1914-1918   | Padmâvatî, op. 18                 | 2 aktes    | 1 juni 1923, Parijs, Opéra Garnier                                                        | Louis Laloy, naar Indische dichting en traditie |
| 1915-1916   | Le Roi Tobol                      | onvoltooid | niet uitgevoerd                                                                           | Jean-Louis Vaudoyer                             |
| 1924        | La naissance de la lyre           |            |                                                                                           | Th. Reinach, naar Sophocles                     |
| 1932-1933   | Le testament de la tante Caroline | 3 aktes    | 14 november 1936, Olomouc, in Tsjechische vertaling; 11 maart 1937, Parijs, Opéra-Comique | Michel Veber onder het pseudoniem Nino          |
| 1936-1937   | Le Téméraire, op. 59              | onvoltooid | niet uitgevoerd                                                                           | Joseph Weterings                                |

#### Balletten
| Voltooid in | titel                           | aktes   | première                                              | libretto                                        | choreografie |
| ----------- | ------------------------------- | ------- | ----------------------------------------------------- | ----------------------------------------------- | ------------ |
| 1912        | Le festin de l'araignée, op. 17 | 1 akte  | 3 april 1913, Parijs, Théàtre des Arts de Paris       | Gilbert de Voisins                              |              |
| 1930        | Bacchus et Ariane, op. 43       | 2 aktes | 22 mei 1931, Parijs, Opéra Garnier                    | Abel Hermant, naar een Griekse heldensage       |              |
| 1935        | Aeneas, op. 54                  | 1 akte  | 31 juli 1935, Brussel, Wereldtentoonstelling van 1935 | Joseph Weterings, naar Vergilius' epos «Aeneis» |              |

#### Toneelmuziek
- 1908 Le marchand de sable qui passe, op. 13

### Werken voor koren
- 1923 Madrigal aux muses, voor vrouwenkoor, op. 25

### Vocale muziek
- 1903 Quatre poèmes, voor zangstem en piano, op. 3
- 1907 Quatre poèmes, voor zangstem en piano, op. 8
- 1907-1908 Deux poèmes chinois, voor zangstem en piano, op. 12
- 1908 La menace, voor zangstem en piano, op. 9
- 1908 Flammes, voor zangstem en piano, op. 10
- 1918 Deux mélodies, voor zangstem en piano, op. 19
- 1919 Deux mélodies, voor zangstem en piano, op. 20
- 1924 Deux poèmes de Ronsard, voor sopraan en fluit, op. 26
- 1926 Odes anacréontiques, voor zangstem en piano, op. 31
- 1926 Odes anacréontiques, voor zangstem en piano, op. 32
- 1927 Deux poèmes chinois, voor zangstem en piano, op. 35
- 1928 Jazz dans la nuit, voor zangstem en piano, op. 38
- 1931 A flower given to my daughter, een bijdrage aan The Joyce Book
- 1931 Deux idylles, voor zangstem en piano, op. 44
- 1932 Deux poèmes chinois, voor zangstem en piano, op. 47
- 1933-1934 Deux mélodies, voor zangstem en piano, op. 50
- 1935 Deux mélodies, voor zangstem en piano, op. 55

### Kamermuziek
- 1902 Trio, voor viool, cello en piano, op. 2
- 1906 Divertissement, voor piano en blaaskwintet, op. 6
- 1907-1908 Sonate d-klein nr. 1, voor viool en piano, op. 11
- 1924 Joueurs de flûte, op. 27
- 1924 Sonate in A-groot nr. 2, voor viool en piano, op. 28
- 1925 Duo voor fagot en contrabas
- 1925 Sérénade, voor fluit, viool, altviool, cello en harp, op. 30
- 1929 Trio, voor fluit, altviool en cello, op. 40
- 1931-1932 Strijkkwartet in D-groot, op. 45
- 1934 Andante et Scherzo, voor fluit en piano, op. 51
- 1937 Strijktrio, op. 58
- 1937 Elpénor, voor fluit en strijkkwartet, op. 59
- 1937 Trio d'anches, onvoltooid (geen opusnummer)

### Werken voor orgel
- 1929 Prélude et fughetta pour orgue, op. 41

### Werken voor piano
- 1898 Des heures passent, op. 1
- 1904-1906 Rustiques, op. 5
- 1909-1910 Suite in fis mineur, op. 14
- 1912 Sonatine, op. 16
- 1932-1934 Prélude et Fugue, op. 46
- 1933 Trois morceaux, op. 49

### Werken voor harp
- 1919 Impromptu pour harpe, op. 21

### Werken voor gitaar
- 1925 Segovia, op. 29

### Boeken
- Albert Roussel 1869 - 1937 Cinquantenaire. Speciaal dubbelnummer van La revue musicale (no. 400-401), Paris, Éditions Richard-Masse, 1987. 156 p.
- Bibliothèque nationale. Albert Roussel, 1869-1937. Catalogue par François Lesure, Paris, Bibliothèque nationale, 1969.
- Catalogue de l'œuvre d'Albert Roussel, Paris & Bruxelles, Editor, 1947. Samengesteld door Joseph Weterings met medewerking van Blanche Roussel, de weduwe van de componist.
- Basil Deane: Albert Roussel, London, Barrie and Rockliff, 1961. 188 p.
- John Marion Eddins: The symphonic music of Albert Roussel, Tallahassee, Florida State University, 1967. Proefschrift. 228 p.
- Robert Follet: Albert Roussel. A bio-bibliography. New York, Greenwood Press, 1988.
- Henry Doskey: The Piano Music of Albert Roussel. D.M. Indiana University, 1981. 112 p.
- Hélène Jourdan-Morhange: Mes amis musiciens, Paris, Les éditeurs français réunis, 1955.
- Daniel Kawka: Un marin compositeur. Albert Roussel, le carnet de bord 1889-1890. Saint-Étienne, Centre Interdisciplinaire d'Etudes et de Recherches sur l'Expression Contemporaine CIEREC, Université de Saint-Étienne, 1987.
- Manfred Kelkel: Albert Roussel. Musique et esthétique. Actes du Colloque international Albert Roussel (1869-1937). Paris, Vrin, 1989.
- Timothy John Minnis: The original solo piano music of Albert Roussel, Ohio State (Columbus), 1984. Proefschrift.
- Angelico Surchamp: Albert Roussel. L'homme et son œuvre. Catalogue des œuvres. Discographie. Paris, Seghers, 1967. 192 p.
- Damien Top: Albert Roussel (1869-1937). Un marin musicien. Paris, Séguier, 2000.
- Louis Vuillemin: Albert Roussel et son œuvre, Paris, Durand, 1924.

### Artikelen
- Philippe Allenbach: Albert Roussel (1869-1937). Symphonie no 3 en sol mineur (1930), L'Education Musicale. 34, no. 237 (1977), p. 19-22 & no. 238 (1977), p. 12-13.
- Philippe Allenbach: Albert Roussel (1869-1937). Symphonie no 2 en si bémol, L'Education Musicale. 31/32 (1975/76), p. 259-262 u. 299-301.
- Philippe Allenbach: Albert Roussel. Concerto pour piano et orchestre, L'Éducation Musicale. 31/32 (1975/76), p. 1-20.
- Dominique Bosseur: Albert Roussel, Musique de notre temps. 1 (1973), p. 201-204.
- Ronald Crichton: Roussel's stage works, Musical Times, 110 (1969), p. 729-733.
- Jean Cartan, Nicole Labelle: Témoignage inédit sur Albert Roussel et son époque, L'Éducation Musicale. 40, no. 322 (1985), p. 18-22.
- S.S. Dale: Contemporary cello concerti. Albert Roussel and Ernest Bloch, The Strad. 86 (1975/76), p. 721-727.
- Paul Le Flem: Albert Roussel dans le quotidien de la vie, Le Courrier Musical de France. 27 (1969), p. 160-161.
- Paul L. Frank: Albert Roussel zum 25. Todestag, Österreichische Musikzeitschrift. 17 (1962), p. 478-481.
- A. Gabeaud: Albert Roussel. Six Melodies, L'Éducation Musicale. 21 (1965/66), p. 380-382.
- Arthur Hoérée: Albert Roussel, créateur d'un nouveau classicisme, Académie Royale de Belgique. Bulletin de la Classe des Beaux-Arts. 63 (1981), p. 42-50.
- Arthur Hoérée: Albert Roussel, Le Courrier Musical de France. 27 (1969), p. 152-159.
- Daniel Kawka: Une auto-analyse inudire d'Albert Roussel, Revue internationale de musique française. 7 (1986), no. 19, p. 83-91.
- Charles Koechlin: Témoignage inédit sur Albert Roussel, Revue internationale de musique française. 5 (1984), no. 14, p. 79-88.
- Albert van der Linden: Albert Roussel et Octave Maus, Revue Belge de Musicologie. 4 (1950), p. 198-206.
- Gerard Werker: Albert Roussel als symfonicus, Mens en melodie. 22 (1967), p. 322-325.

- Bibsys: 90362625
- Biblioteca Nacional de España: XX1099307
- Bibliothèque nationale de France: cb138992325 (data)
- CiNii: DA02959435
- Gemeinsame Normdatei: 118750011
- International Standard Name Identifier: 0000 0001 2123 228X
- Library of Congress Control Number: n81097892
- Nationale Bibliotheek van Letland: 000052480
- Base Léonore: 19800035/1393/60962
- MusicBrainz: a8788391-fc91-4185-8c8c-bf70292dca49
- Bibliotheek van het Japanse parlement: 01036412
- Nationale Bibliotheek van Tsjechië: jn20000701534
- Nationale Bibliotheek van Israël: 987007267371205171
- Nationale Bibliotheek van Polen: a0000001185453
- Nederlandse Thesaurus van Auteursnamen: 071097554
- Istituto Centrale per il Catalogo Unico: LO1V131107
- LIBRIS: 229659
- SNAC: w6nv9m7b
- Système universitaire de documentation: 029026091
- Trove: 1000301
- Virtual International Authority File: 19866829
- WorldCat: E39PBJrcgyfYXrthFjHqrFqYT3